# Christopher Garplind
Christopher Garplind, född 27 juli 1988 i Oslo, är en svensk programledare, komiker, skådespelare och manusförfattare.

## Biografi
Garplind är uppvuxen i Berg i Linköpings kommun. Som 16-åring flyttade han till Fagersta för att gå den nu nedlagda linjen  för wakeboard och vattenskidåkning på Brinellskolan.
Garplind utexaminerades ifrån Stockholms konstnärliga högskola år 2017.
Garplind har framför allt profilerat sig inom radiomediet, han var med i redaktionen för satirprogrammet Tankesmedjan i P3. Han uppmärksammades medialt i samband med Jimmie Åkessons deltagande i Morgonpasset i P3 inför valet 2018 efter att han skämtat om dennes vikt och spelmissbruk. Garplinds satiriska angrepp på Åkesson utmynnade i uttalandet "Det var ungefär det jag hade förväntat mig av den här skitkanalen jag nu är med i." Sedan 2020 är Garplind programledare för Eftermiddag i P3 tillsammans med Hanna Hellquist. Tidigare även med Emma Molin.
2015 och 2016 följde Garplind tillsammans med journalisten Per Sinding-Larsen rockbandet Kent under inspelningen av deras sista album och sista turné. Resultatet blev en dokumentär som sändes på SVT.
Garplind var tidigare redaktör för Breaking News med Filip och Fredrik och Alla mot alla med Filip och Fredrik. Garplind skrev även manus till Grammisgalan 2018.
Garplind leder sedan 2021 kulturprogrammet Cyklopernas land på SVT. År 2023 vann han Riastatyetten som Årets profil för sin insats i Cyklopernas land.
I par med skådespelaren Emma Peters tävlade han i SVT-programmet På spåret under säsongerna 2022/2023 och 2023/2024. Hösten 2025 kommer han programleda ett nytt reseprogram, Semester med Garplind, i SVT.

## Filmografi
- 2016 – Juicebaren (TV-serie)
- 2020 – Amningsrummet (TV-serie)
- 2021– – Cyklopernas land
- 2025 – Semester med Garplind